# عباس امانت
عباس امانت (زادهٔ ۲۳ آبان ۱۳۲۶) خاورشناس و کارشناس تاریخ قاجاریه و استاد بازنشسته تاریخ و مطالعات بین‌المللی در دانشگاه ییل و صاحب کرسی ویلیام گراهام سامنر در این دانشگاه است.

## خانواده
حسین امانت (معمار) و مهرداد امانت، پژوهشگر، برادران او هستند. پدر آنها موسی امانت (زاده ۱۲۹۴) نیز تاریخی دربارهٔ کاشان با نام بهاییان کاشان نگاشته‌است.
امانت که در یک خانواده بهایی زاده شد، پیوندهای مذهبی و سیاسی ویژه‌ای ندارد او از مخالفان حملهٔ آمریکا به عراق بود و نسبت به کژپیامدهای خروج آمریکا از برجام و تحمیل تحریم‌ها بر ایران نیز هشدار داده‌است.

## تحصیلات
عباس امانت در سال تحصیلی ۱۳۴۴–۱۳۴۵ از دبیرستان البرز در تهران دیپلم طبیعی گرفت. او در سال ۱۳۵۰ مدرک کارشناسی خود را از دانشگاه تهران دریافت کرد. امانت در دهه ۱۳۴۰ از شاگردان احمد فردید بود. او پس از آشنایی با فردید در کلاس‌ها و سمینارهای او حضور می‌یافت. او در سال ۱۹۸۱ از دانشگاه آکسفورد دکترا گرفت. پایان‌نامهٔ او درباره بررسی ساختار جنبش بابی بررسی جامعی از بابیه بود.

## پژوهش‌ها
تخصص امانت در تاریخ قاجاریه است. او عضو شورای سردبیری دانشنامهٔ ایرانیکا است و نیز سردبیری مطالعات ایرانی را بر عهده داشته‌است. امانت همچنین دارای تألیف‌هایی در زمینهٔ آیین بهایی، تاریخ ایران و هویت ایرانیان است.

### ساختار جنبش بابی
امانت در این مطالعه جنبش‌های هزاره‌ای در ایران و عراق شیعی توجه را به پیش زمینه‌های مکمل فرهنگی، دینی و اجتماعی و اقتصادی جلب می‌کند. او جنبش‌های منجی محور را همچون عوامل نوزایی و اصلاح ذاتی و اغلب در تضاد با حاکمیت دینی و تفسیر خشک و شریعت محور آن از اسلام با دیدگاهی واپس گرا می‌داند. او با استفاده از محتوای نو حیات و زمانه باب مؤسس جنبش و فعالیت قره العین (طاهره) شاعر و رهبر برجسته بابی و خدمات او به شکل‌گیری جنبش را از نو می‌کاود

### قبله عالم
زندگی و فعالیت سیاسی ناصرالدین شاه قاجار موضوع مطالعه‌ای موردی از تنش‌های درون نهاد سلطنت ایران و مواجهه آن با نیروهای مدرنیته بود. ترجمه فارسی آن قبله عالم (ترجمه حسن کامشاد، تهران: نشر کارنامه، ۱۳۸۳) به خاطر رویکرد بازنگرانه آن نسبت به امیرکبیر صدر اعظم، موضوع مباحث بسیاری شد.

### اسلام آخرالزمانی و شیعه ایرانی
این کتاب با نگاه به روندهای متنوع در تشیع ایرانی و درون پیش زمینه گسترده‌تر نهضت‌های آخرالزمانی اسلامی در خصوص شیوه ظهور دوباره روندهای آخرالزمانی در جریان انقلاب ۱۳۵۷ ایران و سوءاستفاده از آن پس از آن از سوی دولت استدلال می‌کند.

### تاریخ ایران مدرن
این تاریخی انتقادی از تاریخ نیم‌هزاره از تاریخی فرهنگی، سیاسی و اقتصادی اجتماعی ایران از ظهور شهنشاهی صفویان تا انقلاب ۱۹۷۹ و پیامدهای آن است. این کتاب از زمان انتشار نظرهای مثبتی در اکونومیست، نقد کتاب نیویورک، وال‌استریت جورنال، تایمز لندن، ساندی تایمز و لیتراری ریویو دریافت کرده‌است.

## نوشته‌ها
- Amanat, Abbas (۱ مارس ۱۹۸۹). Resurrection and Renewal: The Making of the Babi Movement in Iran, 1844–1850. Cornell University Press. شابک ‎۹۷۸−۰۸۰۱۴۲۰۹۸۶.[۱۷]

- Amanat, Abbas (۱۵ نوامبر ۲۰۰۸). The Pivot of the Universe: Nasir al-Din Shah and the Iranian Monarchy, 1831-1896

 (به فارسی: قبله عالم). آی بی توریس. شابک ‎۹۷۸–۱۸۴۵۱۱۸۲۸۰.
- Amanat, Abbas (۱۵ مارس ۲۰۰۹). Apocalyptic Islam and Iranian Shi'ism. آی بی توریس. شابک ‎۹۷۸−۱۸۴۵۱۱۹۸۱۲.

- Amanat, Abbas; Vahman, Fereydun (۱ اوت ۲۰۱۶). Az Tehran Ta Akka: Babiyan Va Bahaiyan Dar Asnad Dowran-E Qajar. Ashkaar Publishers.

شابک ‎۹۷۸۰۹۹۷۶۷۶۹۰۷.(این تاریخی مستند از نهضت بابی در تبعید در جریان تولد بهائیت با نگاه از دید مقامات ایرانی و عثمانی است)
- Amanat, Abbas (۲۴ اکتبر ۲۰۱۷). Iran: A Modern History. Yale University Press. شابک ‎۹۷۸−۰۳۰۰۱۱۲۵۴۲.

همچنین کتاب‌هایی که در ویرایش آن‌ها سهیم بوده عبارتند از:
1. Cities and Trade: Consul Abbott on the Economy and Society of Iran (1983)
2. Crowning Anguish: Memoirs of a Persian Princess from the Harem to Modernity (1995)
3. coeditor of Imagining the End: Visions of Apocalypse from Ancient Middle East to Modern America (2002)
4. Shari’a: Islamic Law in the Contemporary Context (2007)
5. U.S. -Middle East Historical Encounters: A Critical Survey (2007)
6. The United States and the Middle East: Diplomatic and Economic Relations in Historical Perspective (2000)
7. The United States and the Middle East: Cultural Encounters (2002)
8. Apocalypse and Violence (2004)
9. Is There a Middle East: The Evolution of a Geopolitical Concept (2011)